# Bestick (navigation)
| Verktyg för bestickföring. |  | Verktyg för bestickföring. |
| Verktyg för bestickföring. |  |                            |

Bestick innebär inom klassisk navigation  att fastställa var ett fartyg befinner sig genom att föra in kurs och distans i sjökortet, kallat bestickföring, eller genom motsvarande bestickräkning eller död räkning. Bestick kan också användas för att fastställa vilken kurs man bör hålla och vilken distans man måste segla för att nå en viss destination. Med strömbestick menas motsvarande beräkningar för att fastställa strömmens inverkan på kurs och fart. Att ta ett bestick innebär att fastställa var fartyget befinner sig genom bestickföring eller bestickräkning.
Bestickföring innebär sjökortarbete med stickpassare och transportör (triangelskiva med vinkelskala), så att ställe, kurs och tid kontinuerligt förs in i sjökortet.
Vid bestickräkning används traditionellt tabeller, då trigonometriska funktioner behövs.
Ställe enligt bestick eller räknat ställe förs dagligen in i sjökortet vid middagstid, vid behov oftare. Detta ställe anses alltid mindre pålitlig än observerat ställe, som fastställs genom astronomiska metoder eller genom att pejla kända föremål.